# Андроген-деприваційна терапія
Андроген-деприваційна терапія (АДТ), яку також називають андроген-абляційною терапією або андроген-супресивною терапією, — це антигормональна терапія, основне застосування якої полягає в лікуванні раку простати. Для росту пухлинних клітин простати зазвичай потрібні андрогенні гормони, такі як тестостерон. АДТ знижує рівень андрогенних гормонів за допомогою ліків або хірургічної операції, щоб запобігти росту клітин раку простати. Фармацевтичні підходи включають використання антиандрогенів та хімічну кастрацію.
Кілька досліджень дійшли висновку, що АДТ продемонструвала користь у пацієнтів з метастатичним захворюванням, а також як доповнення до променевої терапії у пацієнтів з місцево-поширеним захворюванням, а також у пацієнтів з несприятливим локалізованим захворюванням середнього або високого ризику. Однак у пацієнтів з раком простати низького ризику АДТ не продемонструвала переваг у виживанні та завдала значної шкоди, такої як імпотенція, діабет та втрата кісткової маси.
АДТ також може знищувати ракові клітини, індукуючи старіння, викликане дефіцитом андрогенів. Зниження рівня андрогенів або запобігання їх потраплянню в ракові клітини простати часто призводить до зменшення розмірів пухлини або уповільнення її росту на деякий час. Однак це лікування необхідно поєднувати з променевою терапією (ПТ) оскільки сама по собі АДТ не знищує пухлину, а лише зменшує її агресивність.

## Типи

### Метод, заснований на хірургічному втручанні
- Орхіектомія (хірургічна кастрація): Цей метод полягає у видаленні яєчок — органу, де синтезуються андрогени. Це найрадикальніший метод лікування для припинення вироблення андрогенів. Більше того, це найпростіший і найдешевший варіант. Головним недоліком є те, що хірургічна кастрація є необоротною.

### Методи на основі лікарських засобів

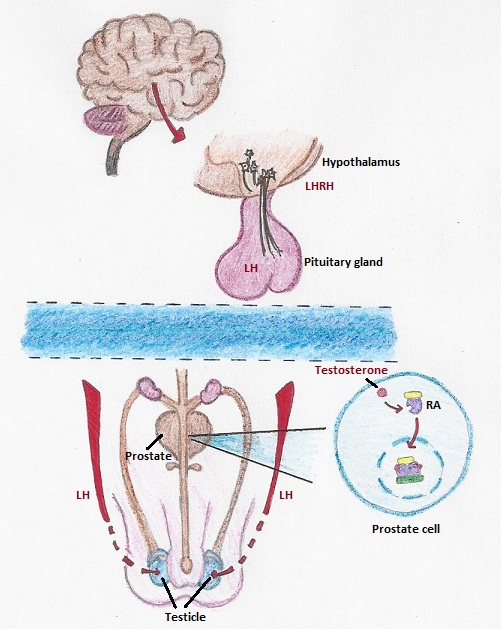
Процес синтезу тестостерону

- Хімічна кастрація: Синтез тестостерону опосередковується ланцюгом процесів, які починаються в головному мозку. При низькому рівні тестостерону, гіпоталамус починає виробляти гонадотропін-рилізинг-гормон (ГРГ), який активує синтез лютеїнізуючого гормону (ЛГ) в гіпофізі. ЛГ індукує синтез тестостерону в яєчках. Існує два різних препарати, агоністи ГРГ та антагоністи ГРГ, які знижують кількість тестостерону, що виробляється яєчками. Вони працюють, пригнічуючи утворення ЛГ у гіпофізі. Агоністи ГРГ викликають раптове підвищення рівня тестостерону, після чого йде його значне зниження, процес, який називається спалахом, тоді як антагоністи ГРГ безпосередньо знижують кількість тестостерону. Агоністи та антагоністи ГРГ, що використовуються в АДГ, включають лейпрорелін (лейпролід), гозерелін, трипторелін, гістрелін, бусерелін та дегарелікс.

Ці препарати вводяться під шкіру, досягаючи того ж результату, що й хірургічна кастрація. Хімічна кастрація зберігає яєчка цілими.
- Антиандрогенна терапія: Було виявлено, що надниркові залози є ще одним джерелом андрогенів навіть після кастрації. Тому було розроблено додаткове лікування, яке використовує антиандрогени для блокування здатності організму використовувати будь-які андрогени. Клітини передміхурової залози містять андрогенний рецептор (АР), який при стимуляції андрогенами, такими як тестостерон, сприяє росту та підтримує диференціацію передміхурової залози. Однак ці сигнали, що сприяють росту, шкідливі, коли вони виникають у раковій клітині. Антиандрогени можуть проникати в клітини та запобігати зв'язуванню тестостерону з рецепторними білками завдяки своїй вищій спорідненості з АР.

Основними антиандрогенами є ципротерону ацетат, флутамід, нілутамід, бікалутамід та ензалутамід, які призначаються у формі таблеток для перорального застосування.
Нещодавно були розроблені нові антиандрогени, спрямовані на синтез тестостерону (абіратерон ацетат та севітеронел) або ядерну транслокацію АР (ензалутамід, апалутамід та даролутамід), а також комбінована терапія (галетерон), які можуть краще впливати на андроген-чутливі клітини в поєднанні з АДТ. Але вони також можуть мати негативну побічну роль у розвитку раку простати.

## Вплив на чоловічу сексуальність
Нормальна чоловіча сексуальність, вірогідно, залежить від дуже специфічних та складних гормональних моделей, які до кінця не вивчені. Одне дослідження показує, що АДТ може змінити гормональний баланс, необхідний для чоловічої сексуальної активності. З віком у чоловіків рівень тестостерону знижується приблизно на 1 % на рік після 30 років; однак важливо визначити, чи низький рівень тестостерону пов'язаний з нормальним старінням, чи із захворюванням, таким як гіпогонадизм. Тестостерон відіграє значну роль у сексуальній функції, тому природне зниження рівня тестостерону може призвести до зниження нормальної сексуальної функції. Подальше зниження рівня тестостерону в сироватці крові може негативно вплинути на нормальну сексуальну функцію, що призведе до погіршення якості життя.
Еректильна дисфункція не є рідкістю після радикальної простатектомії, і чоловіки, які проходять АДТ на додаток до неї, вірогідно демонструють подальше зниження своєї здатності до проникнення під час статевого акту, а також бажання до цього. Дослідження, що вивчало відмінності між використанням агоністів ГРГ (та андроген-супресорів) або орхіектомією показало, що частка чоловіків, які повідомляли про відсутність сексуального інтересу, зросла з 27,6 % до 63,6 % після орхіектомії, з 31,7 % до 58,0 % після введення агоністів ГРГ. Частка чоловіків, які не відчували ерекції, зросла з 35,0 % до 78,6 %, а частка чоловіків, які не повідомляли про статеве життя, зросла з 47,9 % до 82,8 % після орхіектомії та з 45,0 % до 80,2 % після агоністів ГРГ. Це дослідження показує, що агоністи ГРГ та орхіектомія мали подібний вплив на сексуальну функцію. Існувало замкнене коло, в якому зниження рівня тестостерону призводить до зниження сексуальної активності, що, у свою чергу, спричиняє ще більше зниження як вільного, так і загального рівня тестостерону. Все це демонструє важливість андрогенів для підтримки статевих структур та функцій.

## Побічні ефекти
Хоча вплив на андрогенну вісь має явну терапевтичну користь, його ефективність тимчасова, оскільки клітини пухлини простати адаптуються до лікування. Було показано, що видалення андрогенів активує епітеліально-мезенхімальний перехід (ЕМП), нейроендокринну трансдиференціацію (НЕтД) та генні програми, подібні тим, що існують у ракових стовбурових клітинах.
- встановлено роль EMП у сприянні біологічним фенотипам, пов'язаним з прогресуванням пухлини (міграція/інвазія, виживання пухлинних клітин, властивості, подібні до ракових стовбурових клітин, стійкість до опромінення та хіміотерапії) у кількох типах раку людини.
- НЕтД при раку простати була пов'язана з резистентністю до терапії, вісцеральним метастазуванням та агресивним перебігом захворювання.
- Фенотипи ракових стовбурових клітин пов'язані з рецидивом захворювання, метастазуванням та виживанням клітин у кровообігу були подібні циркулюючим пухлинним клітинам.

Таким чином, активація цих програм шляхом пригнічення андрогенної осі забезпечує механізм, за допомогою якого пухлинні клітини можуть адаптуватися, що сприяє рецидиву та прогресуванню захворювання.
Орхіектомія, аналоги ГРГ та антагоністи ГРГ можуть викликати подібні побічні ефекти через зміни рівня статевих гормонів (тестостерону).
Для пацієнтів та їхніх партнерів було розроблено програму для розпізнавання та лікування більш обтяжливих побічних ефектів АДТ. Одна з програм побудована на книзі 2014 року «Андроген-деприваційна терапія: важливий посібник для пацієнтів з раком простати та їхніх близьких», яку схвалила Канадська урологічна асоціація.
Нещодавні дослідження показали, що АДТ може збільшити ризик хвороби Альцгеймера або деменції. Збільшення ризику може бути пов'язане з тривалістю АДТ. Хоча деякі дослідження повідомляють про пов'язане з АДТ зниження певних сфер когнітивних функцій, таких як просторові здібності, увага та вербальна пам'ять, дані загалом залишаються суперечливими. Корисні профілактичні заходи можуть включати, серед іншого, соціальну взаємодію, фізичні вправи та середземноморську дієту. Також існує додатковий невеликий ризик серцевих аритмій.